# Ėduard Vinokurov
Pour les articles homonymes, voir Vinokourov.
Ėduard Teodorovich Vinokurov (en russe : Эдуард Теодорович Винокуров), né le 30 octobre 1942 à Bayzhansay (RSS du Kazakhstan) et décédé le 10 février 2010 à Saint-Pétersbourg, est un escrimeur soviétique pratiquant le sabre. Il a été deux fois champion olympique de sabre avec l’équipe d'URSS en 1968 et 1976.

## Palmarès
- Jeux olympiques
  -  Médaille d'or par équipes aux Jeux olympiques d'été de 1968 à Mexico
  -  Médaille d'or par équipes aux Jeux olympiques d'été de 1976 à Montréal
  -  Médaille d’argent par équipes aux Jeux olympiques d'été de 1972 à Munich

- Championnats du monde
  -  Médaille d'or par équipes aux championnats du monde 1967 à Montréal
  -  Médaille d'or par équipes aux championnats du monde 1969 à La Havane
  -  Médaille d'or par équipes aux championnats du monde 1970 à Ankara
  -  Médaille d'or par équipes aux championnats du monde 1971 à Vienne
  -  Médaille d'or par équipes aux championnats du monde 1974 à Grenoble
  -  Médaille d'or par équipes aux championnats du monde 1975 à Budapest
  -  Médaille d’argent par équipes aux championnats du monde 1966 à Moscou
  -  Médaille d’argent par équipes aux championnats du monde 1973 à Göteborg